# Sissi (film)
Sissi är en österrikisk romantisk dramakomedifilm från 1955 i regi av Ernst Marischka. I huvudrollerna ses Romy Schneider, Karlheinz Böhm, Magda Schneider, Uta Franz, Gustav Knuth, Vilma Degischer och Josef Meinrad. Sissi är den första filmen i en trilogi om kejsarinnan Elisabeth av Österrike, av sin familj kallad "Sissi". Den följdes av Sissi - den unga kejsarinnan (1956) och Sissi - älskad kejsarinna (1957).

## Handling
Sissi, eller Elisabeth som hon hette, hertiginna i Bayern är bara 16 år när hon en dag träffar den unge kejsaren av Österrike, Frans Josef. De två är kusiner och lyckas smita iväg när Frans Josef är ute i skogen och jagar. Han förälskar sig genast i den glada och livliga flickan. De gifter sig och Sissi blir Elisabeth, kejsarinna av Österrike, drottning av Ungern, men Sissis nya svärmor är sträng.

## Om filmen
1931 köpte Hubert Marischka pjäsen Sissys Brautfahrt av Ernst Decsey. Tillsammans med sin bror Ernst skrev han librettot till en operett med namnet Sissy. Till musik av Fritz Kreisler hade operetten premiär på Theater an der Wien den 23 december 1932. Stycket blev en stor framgång med först Paula Wessely, sedan Hedy Kiesler och slutligen Rose Stradner i titelrollen. Den spelades ända fram till 1936 och efter kriget uppfördes stycket med Elfriede Ott och Oskar Werner i de två huvudrollerna. För den då enorma summan 160 000 dollar köpte det amerikanska filmbolaget Universal filmrättigheterna men filmen, The King Steps Out med Grace Moore och Franchot Tone från 1936, blev en flopp.
1955 bestämde sig Ernst Marischka för att spela in en långfilm om Sissy, men eftersom han inte fick filmrättigheterna skrev han om det ursprungliga materialet. Filmen blev en stor succé och Marischka gjorde snabbt två uppföljare, Sissi - den unga kejsarinnan samt Sissi - älskad kejsarinna. Filmerna om Sissi hör till de mest framgångsrika tyskspråkiga filmerna någonsin vad gäller publik. Endast det romantiska dramat Silverskogen från 1954 hade större framgångar.
Romy Schneider spelade prinsessan Sissi även i Luchino Viscontis långfilm Ludwig från 1972.
Magda Schneider, som spelade Sissis mor, hertiginnan Ludovika, var Romy Schneiders mor även i verkliga livet.

## Rollista i urval
- Romy Schneider - Elisabeth, eller "Sissi"
- Karlheinz Böhm - Kejsare Frans Josef
- Vilma Degischer - Ärkehertiginnan Sofia, Frans Josefs mor
- Erich Nikowitz - Ärkehertig Frans Karl, Frans Josefs far
- Peter Weck - Ärkehertig Karl Ludvig, Frans Josefs bror
- Magda Schneider - Hertiginnan Ludovika i Bayern, Sissis mor och Sofias syster
- Gustav Knuth - Hertig Max i Bayern, Sissis far
- Uta Franz - Prinsessan Helene av Bayern, eller "Nené", Sissis äldre syster
- Josef Meinrad - Gendarmeri-major Böckl
- Richard Eybner - Postmästare i Ischl